# متحف شانلي أورفا
متحف شانلي أورفا (بالتركية: Şanlıurfa Müzesi)‏ هو متحف أثري في شانلي أورفا، تركيا. يوجد في هذا المتحف المكتشفات من المنطقة المحيطة بغوبكلي تبه أو حران، ومن مشروع جنوب شرق الأناضول.
يتكون المتحف الجديد الذي تم افتتاحه من قبل رجب طيب أردوغان في عام 2015 من 3 طوابق ويغطي مساحة داخلية تبلغ 2500 متر مربع. تم افتتاح المتحف القديم الواقع في جامليك كاديسي عام 1969 بمساحة عرض تبلغ 1500 متر مربع.

## صور

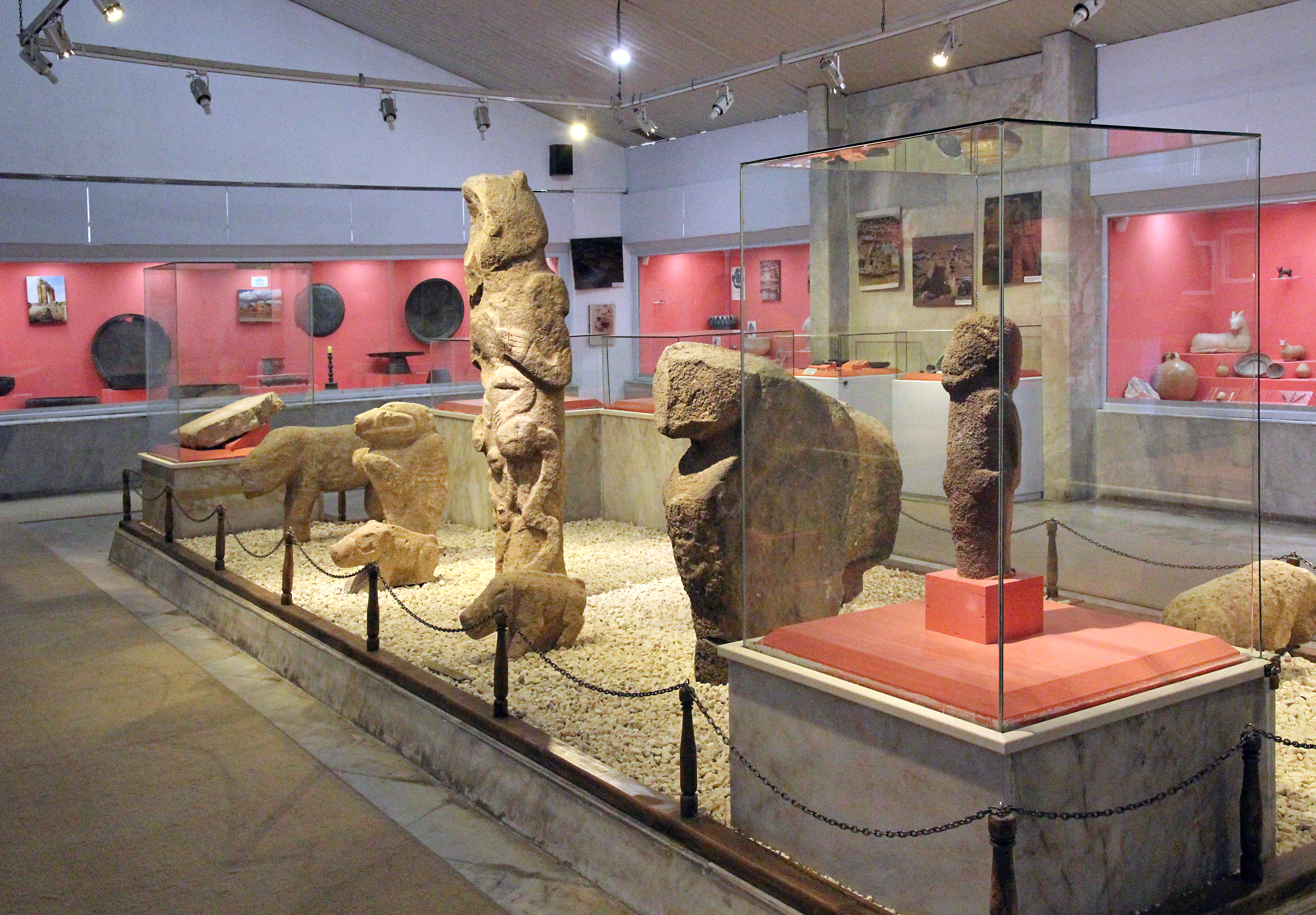
لوحات ومنحوتات من غوبكلي تبه
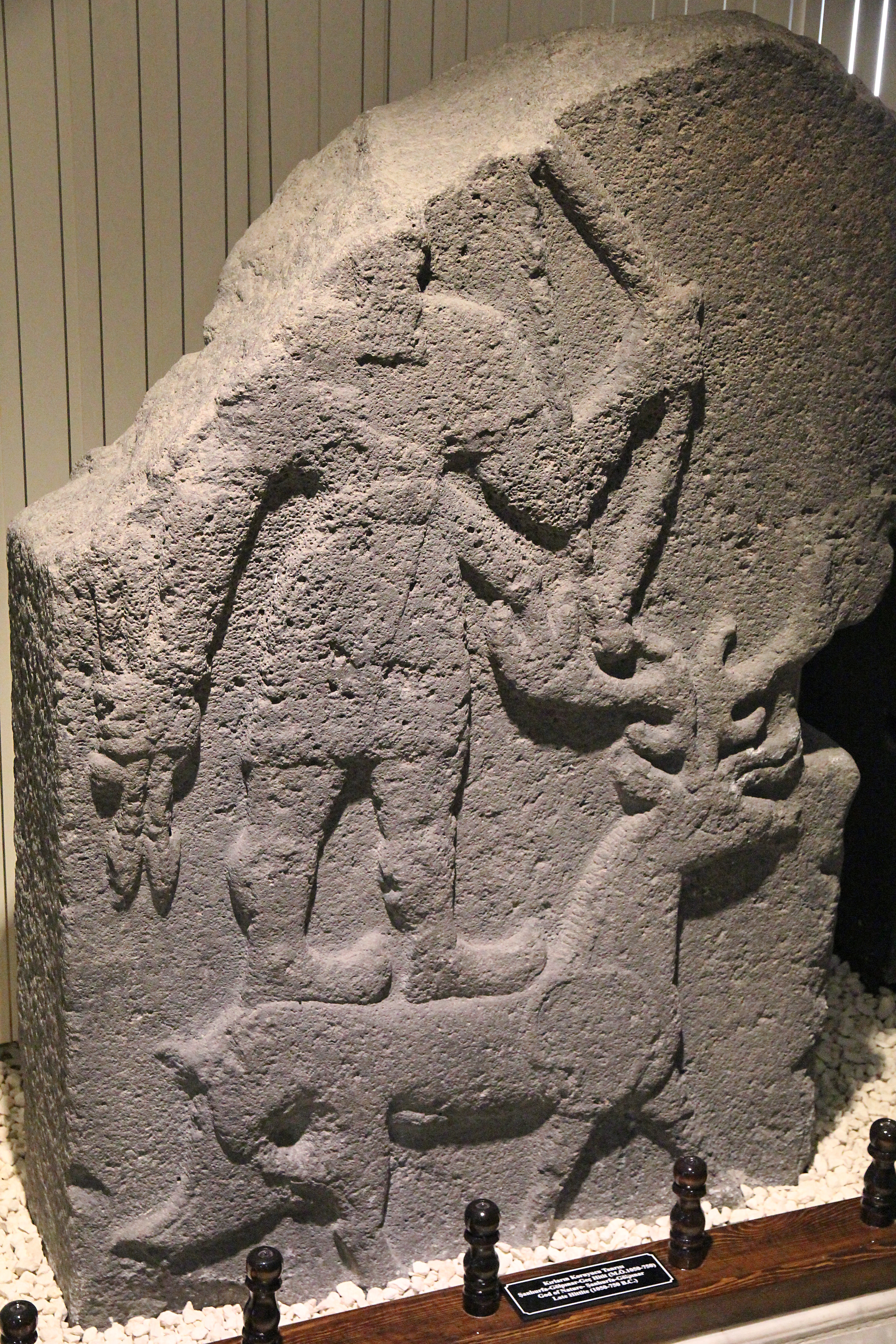
الشاهدة الحثية لجولبينار
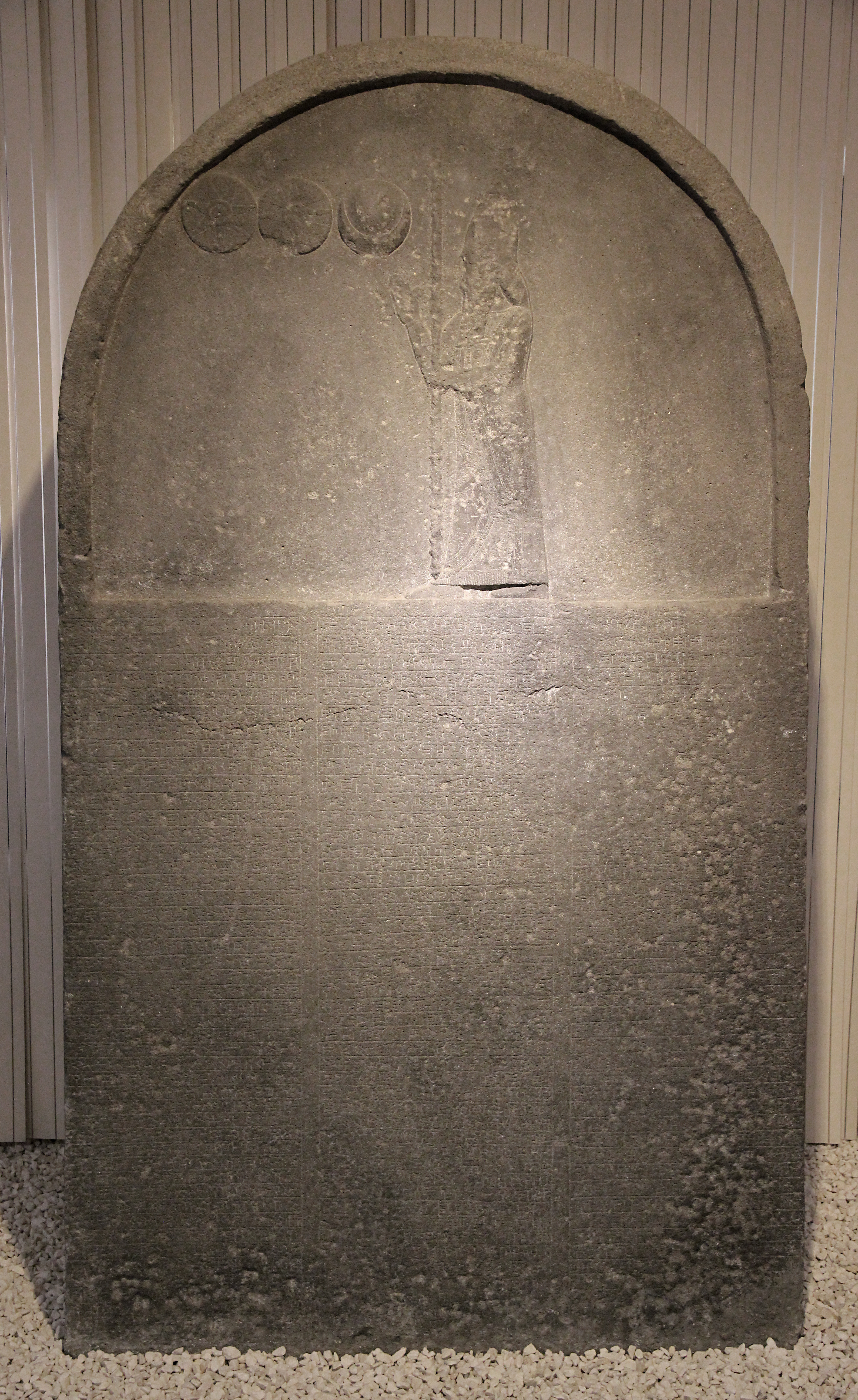
شاهدة نابونيد من حران
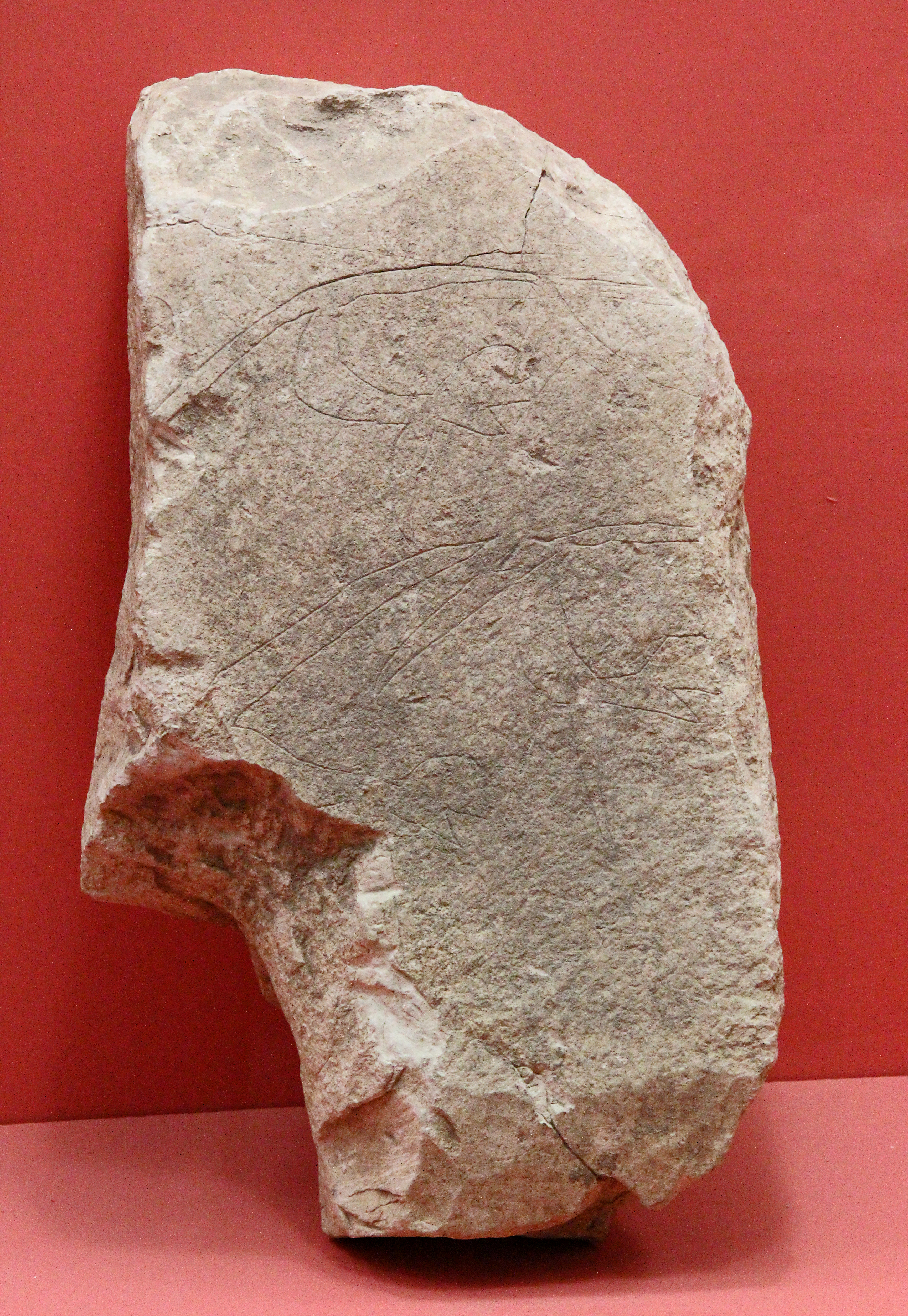
جزء من الكتابة من نيفالي كوري [الإنجليزية]
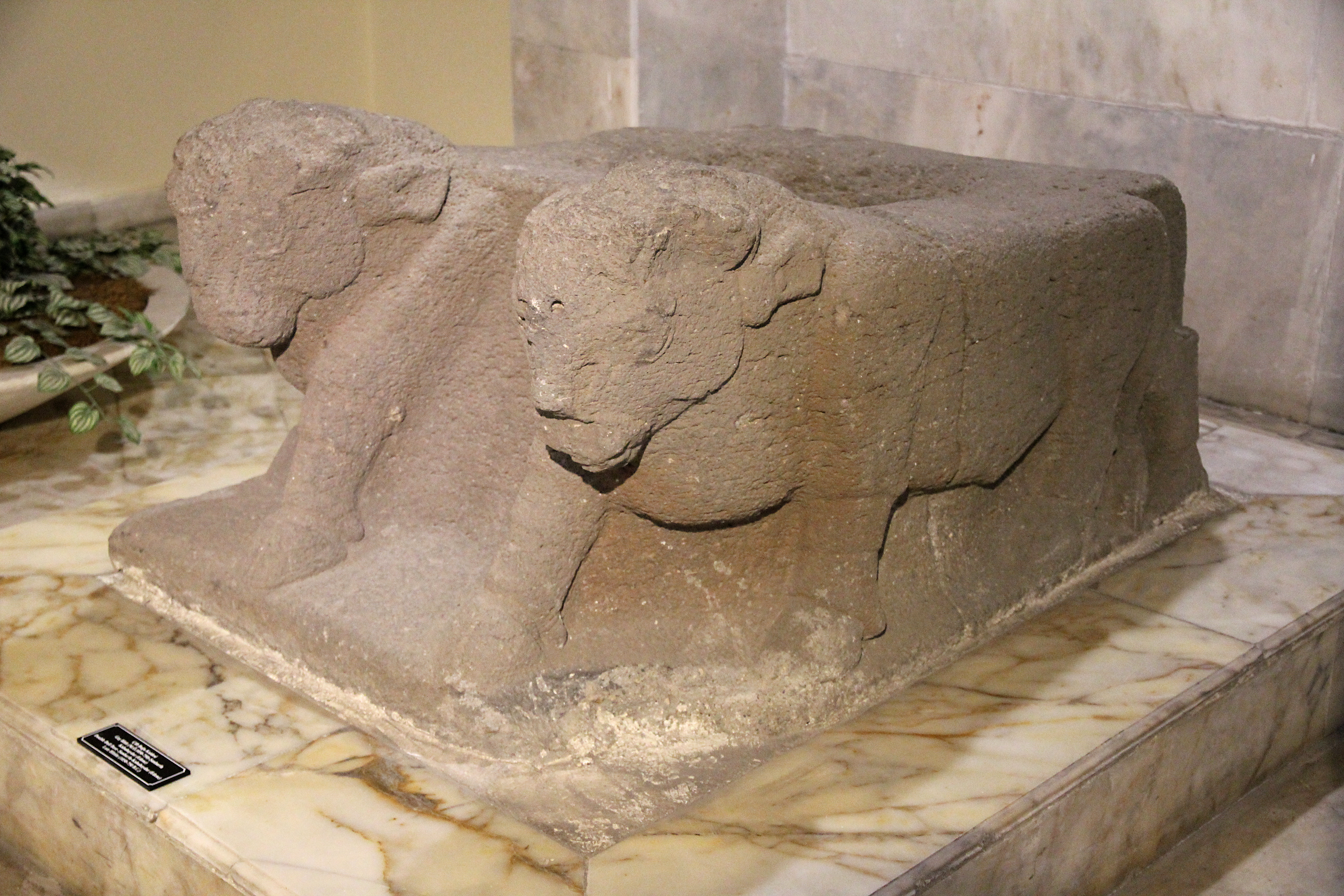
أساس من Kabahaydar
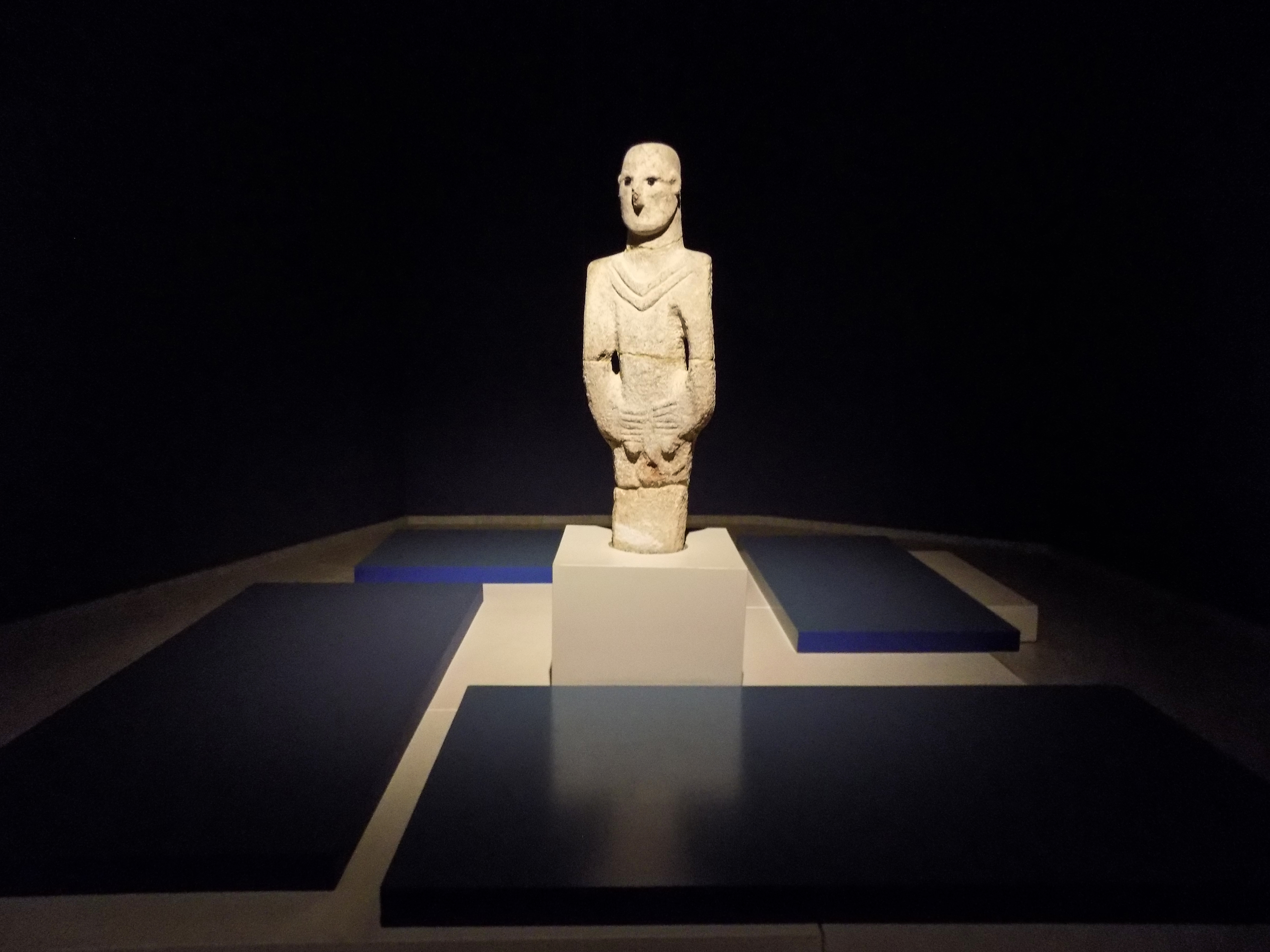
أورفا مان  [لغات أخرى]‏

## روابط خارجية
- جولة افتراضية
- موقع الحكومة التركية